# Kera
Kera (Pulau Kera) ist eine kleine indonesische Insel im Timorarchipel (Kleine Sundainseln). Administrativ gehört sie zum Dorf Uiasa (Distrikt Semau, Regierungsbezirk Kupang, Provinz Ost-Nusa Tenggara).

## Geographie
Kera liegt vor der Südwestspitze der Insel Timor, vor dem Eingang zur Bucht von Kupang. Sie hat eine Fläche von 48,17 Hektar und ist keilförmig, wobei die Nordseite breiter ist als die Südseite. Die Insel ist relativ flach und erreicht maximal eine Höhe von 3 m. Sie verfügt über einen weißen Sandstrand. Pflanzen wachsen kaum auf der Insel. Mangroven, die die Insel schützen könnten, fehlen. Turibäume, Kokospalmen, Kiefern, Petai und Papayas. Der Anbau von anderen Pflanzen scheiterte an der Hitze und Kargheit der Insel. Auch das Gras auf der Insel ist meist ausgetrocknet und braun. Heimische Pflanzenarten sind Ziegenfuß-Prunkwinde (Ipomoea pes-caprae), Kronenblume (Calotropis gigantea), Kokospalmen, Passiflora foetida, Calophyllum inophyllum und Ricinus communis.
Korallenriffe, die durch den Menschen stark in Mitleidenschaft gezogen werden. Korallenfelsen werden entnommen, Schiffsanker und Dynamitfischen verursachen weitere Zerstörungen. Entsprechend ist die Diversität der Fischarten nur moderat. Dominanten Art gibt es nicht. Im Norden sind die häufigsten Arten Kleins Falterfisch (Chaetodon kleinii), Kupferstreifen-Pinzettfisch (Chelmon rostratus), Chaetodon melannotus und Gelber Masken-Pinzettfisch (Forcipiger flavissimus). Im Süden finden sich vor allem Pomacentrus moluccensis, Ambon-Riffbarsch (Chromis amboinensis), Chromis weberi, Goldstreifen-Kardinalbarsch (Apogon cyanosoma), Pazifischer Rippen-Falterfisch (Chaetodon lunulatus), Chaetodon vagabundu und Chaetodon baronesa. Für die Fischer sind vor allem Caesio cunning und Gelbrücken-Füsilier (Caesio teres).
Bis in 10 Meter Tiefe finden sich Seegraswiesen. Grüne Meeresschildkröten ernähren sich vom Seegras. Sie sind die Namensgeber der Insel, auf der die Schildkröten auch Eier ablegen. Lokal werden Schildkröten „Kea“ genannt. Fälschlicherweise wurde daraus „Kera“, was auf Bahasa Indonesia eigentliche „Affe“ bedeutet.

## Besiedlung
Seit 1993 gehört sie zum Bay Marine Natural Tourism Park (TWAL). Demnach sollte die Insel eigentlich unbewohnt sein, wird aber bereits seit 1911 von besiedelt, teils mit permanenten Gebäuden im Süden der Insel. Derzeit leben 82 Familien auf der Insel, die allerdings bei Volkszählungen wegen des inoffiziellen Status der Besiedlung nicht erfasst werden. Von den Behörden wird die Siedlung allgemein ignoriert und erhält daher weder Unterstützung noch einen Ausbau der Infrastruktur. Die Bewohner erhalten nicht einmal einen Personalausweis. Nur die Moschee verfügt über einen Stromgenerator für die Beleuchtung. Er wird aber aus Kostengründen kaum benutzt. Auch Süßwasserquellen fehlen auf der Insel. Aus drei Brunnen wird nur Brackwasser gefördert. Trinkwasser muss in Kanistern in Kupang gekauft werden. Die nächste Gesundheitsstation befindet sich in Sulamu. Auch eine Schule fehlt. Müll wird in der Nähe der Siedlung und im Meer entsorgt.
Ursprünglich waren die Menschen Saisonarbeiter, später siedelten sie sich völlig auf der Insel an. Inzwischen leben sie seit mehreren Generationen auf der Insel. Nach Angaben der Bevölkerung stammen die Bewohner von Bajaus aus Sulawesi Tenggara ab, die auf Einladung von Nesneno, des lokalen Herrschers von Kupang nach Kera kamen. Einige Bewohner kamen auch von Flores, Roti, Semau und Alor. Vier Familien sind Christen, die anderen alle Muslime.

## Wirtschaft und Verkehr
Die Bewohner leben vor allem von der Fischerei. leben hauptsächlich von der Fischerei. Er wird mit Netzen um Roti, Semau, Flores und Alor gefangen und später verkauft. Nur Überschüsse dienen zum eigenen Verbrauch. Die Boote, Netze und Treibstoff werden von einem Chef (Tauke) zur Verfügung gestellt, der eine Gewinnbeteiligung erhält. In den Handel kommen vor allem Makrelen, Thunfisch und Tintenfisch. Auf der Insel wird der Fang nicht verarbeitet. Tourismus spielt auf der Insel auch keine Rolle.
Mit einem gemieteten Boot erreicht man die Insel von Tenau, Oesapa, Sulamu und Oeba. Von Tenau braucht man nach Kera mit dem Boot ein bis anderthalb Stunden, von Oesapa eine halbe und von Sulamu und Oeba jeweils eine Stunde.
An der Westküste steht ein Leuchtturm.